# Liste der Bodendenkmäler in Memmingerberg
Auf dieser Seite sind die Bodendenkmäler in der schwäbischen Gemeinde Memmingerberg zusammengestellt. Diese Tabelle ist eine Teilliste der Liste der Bodendenkmäler in Bayern. Grundlage ist die Bayerische Denkmalliste, die auf Basis des Bayerischen Denkmalschutzgesetzes vom 1. Oktober 1973 erstmals erstellt wurde und seither durch das Bayerische Landesamt für Denkmalpflege geführt wird. Die folgenden Angaben ersetzen nicht die rechtsverbindliche Auskunft der Denkmalschutzbehörde.

## Bodendenkmäler der Gemeinde

### Bodendenkmäler in der Gemarkung Memmingerberg
| Lage                                         | Objekt | Akten-Nr.     | Bild           |
| -------------------------------------------- | --- | ------------- | -------------- |
| Memmingerberg (Standort)                     | Burgstall des Mittelalters. | D-7-8027-0012 |                |
| Memmingerberg Schießstattstraße 6 (Standort) | Mittelalterliche und frühneuzeitliche Befunde im Bereich der Evangelisch-Lutherischen Pfarrkirche St. Gordian und Epimachus in Memmingerberg. Siehe auch: St. Gordian und Epimachus (Memmingerberg) | D-7-8027-0093 | weitere Bilder |